# تيف تاعم
تيف تاعم (بالعبرية: טיב טעם) (وتعني: الطعم الطيب) هي سلسلة سوبر ماركت إسرائيلية، أشتهرت لكونها التاجر الأبرز في إسرائيل للحم الخنزير وغيرها من المنتجات التي لا تمتثل للقوانين الطعام اليهودية (كوشير).وأكبر منتج ومورد للحوم غير الكوشر في إسرائيل، وهي معروفة أيضًا بأن معظم فروعها تظل مفتوحة خلال يوم السبت اليهودي وفي الأعياد اليهودية (باستثناء يوم كيبور). بعض فروعها مفتوحة على مدار الساعة طوال أيام الأسبوع. اعتبارًا من عام 2020 ، يوجد أكثر من 40 فرعًا لـ تيف تاعم في جميع أنحاء إسرائيل. تعمل الشركة أيضًا في تصنيع الأغذية وسابقًا في مجال الاتصالات.